# Budapešťský klub
Ervin László založil mezinárodní organizaci Budapešťský klub v roce 1993, aby expandoval nad rámec vědeckého účelu General Evolution Research Group, aby se pokusil mobilizovat zdroje lidstva k řešení budoucích výzev.
Budapešťský klub je neformální sdružení lidí v oblasti umění, literatury a kultury.
Má pobočky v Brazílii, Číně, Francii, Maďarsku, Mexiku, Německu, Nizozemsku, Indii, Itálii, Japonsku, Kanadě, Rakousku, Samoi, Spojených státech amerických, Švýcarsku, Turecku a Venezuele. Fiona Douglas-Scott-Montagu, baronka Montagu z Beaulieu, byla jeho první globální velvyslankyní.

## Členové
- Aguida Zanol
- Akio Shoji
- Aleandro Tommasi
- Amod Kanth
- Anna Bacchia
- Allan Combs
- Avon Mattison
- Barbara Gaughen
- Barbara Marx Hubbard
- Bernd Weikl
- Bibi Russell
- Celia Russo
- Christiane Röderer
- Dana Amma Day
- David Woolfson
- Deepti Tewari
- Dominic Search
- Duane Elgin
- Elizabeth Sahtouris
- Franz Alt
- Gareth Strangemore-Jones
- Gedeon Dienes
- Georg Winter
- George Kibedi
- Gerhard Schweter
- Gunter Pauli
- Gustavo Correa
- Hans-Jürgen Müller
- Helena Norberg-Hodge
- Helga Breuninger
- Herman van Veen
- Herman Wijffels
- Jaleh Joubine-Khadem
- Jane Taylor
- Joannie Misrack
- Jurriaan Kamp
- Kambiz Poostchi
- Kim McArthur
- Lola Kristof
- Loni Kreuder
- Lucile W. Green
- Ludwig Gebhard
- Ludwig Tuman
- Marcia Odell
- Maryem Le Saget
- Michel Random
- Nancy Wimmer
- Nicanor Perlas
- Nitamo Montecucco
- Paul H. Ray
- Peter Eigen
- Peter Engberg
- Peter Hesse
- Polly Higgins
- Richard Tarnas
- Rosi Gollmann
- Ruediger Dahlke
- Shamil Fattakhov
- Steve Dillenburg
- Suheil Bushrui
- Surjo R. Soekadar
- Swami Kriyananda
- Tom Oliver
- Vinay Sansi
- Xokonoschtletl Gomora
- Zev Naveh